# Knotodo narelleae
Espèce
Knotodo narelleae est une espèce d'araignées aranéomorphes de la famille des Miturgidae.

## Distribution
Cette espèce est endémique du Victoria en Australie. Elle se rencontre vers Millewa, Chinaman Well, Lascelles, Hattah et Patchewollock.

## Description
Le mâle holotype mesure 10,2 mm.

## Systématique et taxinomie
Cette espèce a été décrite par Raven en 2023.

## Étymologie
Cette espèce est nommée en l'honneur de Narelle Murphy. 

## Publication originale
- Raven, Hebron & Williams, 2023 : « Revisions of Australian ground-hunting spiders VI: five new stripe-less miturgid genera and 48 new species (Miturgidae: Miturginae). » Zootaxa, no 5358(1), p. 1-117.